# مصفوفة متناوبة
في الجبر الخطي, تكون مصفوفة التناوب alternant matrix, عبارة عن مصفوفة مع بنية خاصة، لدى كل الأعمدة المتعاقبة دالة خاصة تطبق على مداخلها. و محدد التناوب alternant determinant هو عبارة عن محدد لمصفوفة التناوب. مثل حجم المصفوفة مضروبة في {\displaystyle {\mathcal {}}n\times m} مرة; يمكن كتابة مصفوفة {\displaystyle {\mathcal {}}M} على أنها:
{\displaystyle M={\begin{bmatrix}f_{1}(\alpha _{1})&f_{2}(\alpha _{1})&\dots &f_{n}(\alpha _{1})\\f_{1}(\alpha _{2})&f_{2}(\alpha _{2})&\dots &f_{n}(\alpha _{2})\\f_{1}(\alpha _{3})&f_{2}(\alpha _{3})&\dots &f_{n}(\alpha _{3})\\\vdots &\vdots &\ddots &\vdots \\f_{1}(\alpha _{m})&f_{2}(\alpha _{m})&\dots &f_{n}(\alpha _{m})\\\end{bmatrix}}}
أو بأكثر إيجازاً:
{\displaystyle {\mathcal {}}M_{i,j}=f_{j}(\alpha _{i})}
بالنسبة لجميع الأرقام القياسية لكل من {\displaystyle {\mathcal {}}i} و {\displaystyle {\mathcal {}}j}. (بعض المؤلفون يستعملون المنقول transpose على المصفوفة أعلاه.)
من أمثلة مصفوفة التناوب هي مصفوفات فانديرموند, إذا كانت {\displaystyle {\mathcal {}}f_{i}(\alpha )=\alpha ^{i-1}} و مصفوفات مور إذا كانت {\displaystyle {\mathcal {}}f_{i}(\alpha )=\alpha ^{q^{i-1}}}.
تستعمل المصفوفات التناوب في نظرية التشفير في بنية الشفرة التناوب.